# Underbarrow
Underbarrow – wieś w Anglii, w Kumbrii, w dystrykcie (unitary authority) Westmorland and Furness. Leży 64 km na południe od miasta Carlisle i 361 km na północny zachód od Londynu.